# Bisdom Santo André
Het bisdom Santo André (Latijn: Dioecesis Sancti Andreae in Brasilia) is een rooms-katholiek bisdom met als zetel Santo André, in Brazilië. Het bisdom is suffragaan aan het aartsbisdom São Paulo.

## Geschiedenis
Het bisdom werd opgericht op 18 juli 1954, uit delen van het aartsbisdom São Paulo. 

## Parochies
Het bisdom had in 2020 een oppervlakte van 825 km2 en telde 2.789.871 inwoners waarvan 90,3% rooms-katholiek was.

## Bisschoppen
- Jorge Marcos de Oliveira (26 juli 1954 - 29 december 1975)
- Cláudio Aury Affonso Hummes (29 december 1975 - 29 mei 1996; coadjutor sinds 22 maart 1975)
- Décio Pereira (21 mei 1997 - 5 februari 2003)
  - Airton José dos Santos (hulpbisschop: 19 december 2001 - 4 augustus 2004)
- José Nelson Westrupp (1 oktober 2003 - 27 mei 2015)
- Pedro Carlos Cipolini (27 mei 2015 - heden)

São Paulo (aartsbisdom) · Campo Limpo · Guarulhos · Mogi das Cruzes · Nossa Senhora do Líbano em São Paulo (maronieten) · Nossa Senhora do Paraíso em São Paulo (melkieten) · Osasco · Santo Amaro · Santo André · Santos · São Miguel Paulista